# День рідної мови
День рідної мови (ест. Emakeelepäev) — відзначається в Естонії з 1996 року з ініціативи шкільного вчителя Мейнхарда Лакса 14 березня, у день народження поета Крістіана Яака Петерсона. З 1999 року в Естонії цей день є державним святом.